# Samsonia
El género Samsonia engloba una única especie, Samsonia erythrinae, una bacteria Gram negativa de la familia Yersiniaceae. S. erythrinae es una especie patógena que afecta a organismos vegetales, concretamente a árboles del género Erythrina, a quienes provoca lesiones necróticas y de cuya materia orgánica en descomposición se han podido aislar. El género Samsonia se encuentra filogenéticamente próximo al género Pectobacterium. Presenta una morfología bacilar, son no esporuladas o no esporuladoras y tienen un tipo respiratorio anaerobio facultativo, así como una temperatura óptima de cultivo de unos 28°C - 30 °C, lo que las convierte en mesófilas. Se han encontrado tanto en Centroamérica como en Sudamérica, siendo primeramente aisladas en Martinica.